# 20 років по тому (фільм, 2008)
«20 років по то́му», «Як кроти́, як щури́», «Хро́ніки Апока́ліпсису: Переро́дження лю́дства» (англ. 20 Years After) — американський постапокаліптичний фільм 2008 року.
Теглайн: «Після бомб. Після страт. Перед невідомим».

## Сюжет
Події відбуваються через 20 років після ядерної війни, яка майже знищила людство. Як і в фільмі «Дитя людське», за останні 15 років немає народжених дітей, і люди хочуть отримати контроль над першою вагітною жінкою — Сарою. Сара та її мати змушені покинути свій притулок у підвалі Самуїла і приєднатися до інших груп біженців, які називають себе «внутрішньо переміщеними особами». Майкл — оператор радіостанції в одному з таборів. Девід працює на банду грабіжників.

## Ролі
- Азура Скай — Сара
- Рег Е. Кеті — д-р Самуїл Сінглтон
- Натан Безел — Девід
- Джошуа Леонард — Майкл
- Діана Селінджер — Маргарет (мати Сари)
- Аарон Хендрі — П'єр
- Чарлі Талберт — Янус
- Хадіджа Хакко — Делінде
- Ден Бін — Квінсі
- Маліка Хакко — Ділці
- Дебора герцога — місіс Кодей
- Філіп Паркер — Харві
- Грем Роден — Аллен

## Виробництво
Знятий переважно в північній Алабамі і на півдні Теннессі, малобюджетний фільм був спочатку вийшов під назвою Як кроти, як щури, що є посиланням на п'єсу Торнтона Вайлдера Шкіра наших зубів.
Фільм отримав рейтинг R через деякі сцени насильства.

## Критика
Рейтинг фільму на сайті IMDb — 3,3/10.
Фільм має три нагороди.